# Spadowy Potok
Spadowy Potok (słow. Spadový potok) – potok spływający Doliną Spadowego Potoku w słowackich Tatrach Zachodnich. Nazwa pochodzi od słowa spady, czyli progi, jakie znajdują się w jego korycie. Ma źródła na wysokości około 1220 m n.p.m., pod przełęczą Białe Wrótka. Spływa w północno-zachodnim kierunku i po zachodniej stronie Palenicy (przy kamieniołomie) łączy się z Klinikowym Potokiem spływającym spod Pośredniej Huciańskiej Przełęczy, dając początek potokowi Borowa Woda. Spadowy Potok spływa całkowicie zalesioną doliną. W dwóch miejscach jego jar przecina szlak turystyczny.
W Tatrach są jeszcze inne potoki określane nazwą Spadowy Potok, np. Spadowy Potok w Dolinie Rohackiej.

## Szlaki turystyczne
– czerwony: Wyżnia Huciańska Przełęcz – Biała Skała – Siwy Wierch. Czas przejścia: 3 h, ↓ 2 h